# Armed and Dangerous
Armed and Dangerous är titeln på ett spel utvecklat av Planet Moon Studios och utgivet av LucasArts. Spelet släpptes till Windows och Xbox år 2003.

## Handling
Spelet utspelar sig i landet Midden som plågas av den förbannade kungen och hans son Stig. Upprorsorganisationen i Midden heter "The Lionhearts".

## Figurer

### Roman
Hjälten i Spelet, och den enda figuren som kan användas. Roman är en laglös rövare som de flesta gillar, och som de flesta andra, hatar kungen. Roman bär en vadderad läderjacka och en röd näsduk som täcker hela hans ansikte förutom ögonen. Han menar att det ska ge honom det beaktansvärda rykte han vill ha, men Q menar att det främst är på grund av hans dåliga tandhygien.

### Q
Ursprungligen en av kungens robotsoldater, men blev en fridfull tedrickare efter ett misslyckat experiment. Q blev vän med Roman eftersom Roman var den enda som behandlade honom som en riktig människa, och de hänger ihop i vått och torrt.

### Jonesy
En skotsk mullvad från lökgruvorna i norr, var god vän med Roman ända sen barndomen. Jonesy är en gruvarbetare, detta innebär att han ofta använder sprängämnen.   

### Rexus
Romans uppfostrare, en gång i tiden en välkänd trollkarl, men är nu allmänt hatad efter att han tappat bort "THE BOOK OF RULE". Eftersom Rexus har flytt från civilisationen, har han sakta krympt, blivit blind, och börjat lukta förfärligt illa.

## Vapen
En komisk sak i spelet är vapnen. Förutom att man kan använda automatkarbiner, gevär och kikarsiktesgevär kan man också använda bl.a. dessa:

### Land shark gun
Skjuter ut en haj som gräver sig igenom jorden och äter upp fiender i närheten.

### World smallest black hole
En papplåda som innehåller, som namnet antyder, världens minsta svarta hål.

### The topsy turvy bomb
Borras ner i marken, sätts igång och vänder bokstavligen upp och ner på hela världen. Till följ av detta så faller fienderna uppåt, och när bomben slås av, faller de ner igen.